# Grapefruit (canção de Tove Lo)
"Grapefruit" é uma canção gravada pela cantora e compositora sueca Tove Lo. Foi lançada em 12 de outubro de 2022, pela gravadora de Lo, Pretty Swede Records, uma marca da Mtheory, servindo como o quinto single de seu quinto álbum de estúdio, Dirt Femme (2022). Lo co-escreveu a canção ao lado de seus produtores Ludvig Söderberg e Timothy Nelson, conhecidos artisticamente como A Strut e TimFromTheHouse. O videoclipe foi lançado no mesmo dia e foi dirigido por Lisette Donkersloot.

## Antecedentes e lançamento
Em 17 de novembro de 2021, o título da canção foi revelado por Lo em sua conta no Instagram junto com o título de duas outras faixas, “No One Dies from Love” e “Cute & Cruel”, depois que Lo perguntou: “Devo provocá-los com alguns novos títulos de músicas…?”. Em 7 de outubro de 2022, a capa da canção foi revelada em suas mídias sociais, com a seguinte legenda: "A perfeccionista que odeia a si mesma". Em 11 de outubro, Lo confirmou que “Grapefruit” seria o próximo single do álbum, com o link de pré-salvamento e sua data de lançamento para o dia seguinte.

## Composição
"Até agora, nunca fui realmente sincera sobre o fato de ter tido um distúrbio alimentar grave quando era adolescente. Fiz um filme na Suécia e tive que perder um pouco de peso para isso—nada extremo, talvez quatro ou cinco quilos, mas tive que perder em duas semanas. Fiz dieta pela primeira vez em 10 anos e isso desencadeou tantas lembranças—a obsessão, a ansiedade, estar com fome o tempo todo. Todas essas memórias vieram à tona e eu pensei: 'Posso fazer isso sem cair nos velhos padrões?' No final, fiz e deu certo. Para mim, parecia uma validação de que eu havia curado. Então comecei a escrever sobre isso. Quando toquei essa música para meus amigos, eles disseram: 'Eu nunca saberia'. Você se preocupa muito com a positividade do corpo.' E minha resposta é: 'Sim, porque eu passei por isso.'"

— Lo explicando sobre a canção.
“Grapefruit” foi escrita por Lo ao lado de seus produtores Ludvig Söderberg e Timothy Nelson, conhecidos artisticamente como A Strut e TimFromTheHouse. A canção foi descrita como uma "faixa pop" construída em sintetizadores retrô, batidas pulsantes, vocais angelicais e refrões emocionantes em que Lo compartilha problemas de imagem corporal e a luta contra o transtorno alimentar. “Contando todas as calorias / Agora levante-as / Positividade corporal / Me ajude / O que eu vejo não sou eu”, canta. A melodia otimista da canção contrasta fortemente com letras sombrias, nas quais ela detalha seu peso, dismorfia corporal e restrição de calorias por meio de versos como “Um, dois, toranja / Gostaria de poder mudar da noite para o dia / Três, quatro, perca mais / Mate minha obsessão, por favor, morra / Cinco, seis, odeio isso / Como eu ainda continuo nessa luta?” Lo explicou as origens da música em um comunicado:
| “ | Eu tentei escrever essa música por mais de 10 anos. Eu sei que não falei muito sobre isso em entrevistas ou mesmo na minha música, que é o meu lugar mais honesto. Acho que tive que encontrar a maneira certa de compartilhar os sentimentos e o círculo vicioso de comportamento em que estava presa. Estou livre da minha disfunção e dos meus problemas corporais há muito tempo, mas eles ocuparam muito da minha adolescência. Não sei por que escrevi essa música agora. Talvez os 2 anos de quietude tenham trazido lembranças, talvez eu precisasse de todo esse tempo que estive livre para poder olhar para trás sem sentir dor. Um dos muitos sentimentos de que me lembro é a necessidade de rastejar para fora da minha própria pele. Eu me senti tão presa em um corpo que eu odiava. Foi honestamente muito difícil me colocar de volta naquele espaço de cabeça, mas foi necessário para mim. Vou deixar a música falar por si agora. | ” |

“Acho que estou tocando em alguns assuntos como mulher, onde sinto que muito disso tem a ver com meu relacionamento com minha feminilidade”, disse ela a Zane Lowe, da Apple Music. Ela continuou: “Pode não ser muito claro em todas as músicas, mas parece que eu, em geral, lutando contra como costumava olhar para minhas características femininas, para onde estou com elas agora e como isso ajudou. e me machucou ao longo da minha vida, eu acho. Sinto que com músicas como 'Grapefruit', que falo sobre meus problemas corporais quando adolescente, que nunca toquei antes, acho que precisei de uma boa quantidade de anos para estar bem antes de poder discutir publicamente, talvez.”
Lo continuou explicando como “Grapefruit” surgiu. “Essa música meio que aconteceu”, disse ela. “E é também, de novo, uma faixa de dança triste, mas com esse tipo de letra realmente bastante sombria e intensa. E eu sinto que aquele é… Eu apenas me sinto orgulhosa de mim mesma por ousar ir para lá.”

## Vídeo musical
O vídeo foi lançado juntamente com a música. Dirigido por Lisette Donkersloot, o vídeo mostra Lo contando calorias sentada no chão da cozinha e metaforicamente faz referência à sensação de estar presa na própria pele.
Falando sobre seu trabalho no vídeo, Donkersloot acrescenta: “A ideia do videoclipe veio apenas de ouvir a letra e a voz de Tove e sua emoção que realmente falou comigo. A letra realmente me deu uma visão interna da mente de Tove em um certo ponto de sua vida e para o vídeo eu queria realmente fazer o mesmo: literalmente rastejar dentro de sua mente. Foi assim que criei a sala interna da autodestruição, como gosto de chamá-la. Esta sala de pele — um reflexo ampliado e irreal de seu próprio corpo — na qual 'Inner Tove' é controlada por seu eu exterior, onde não apenas ela, mas a sala real fica fisicamente machucada, machucada e arranhada pelos impactos de seus movimentos, em última análise seus pensamentos... O processo do começo ao fim parecia tão orgânico e alinhado de forma criativa em praticamente cada frente, o que foi uma experiência realmente ótima e divertida para mim.”

## Créditos e pessoal
Gestão
Publicado pela Pretty Swede Records e Mtheory —  administrado por Timfromthehouse (BMI), Warner Chappell e SCAND (STIM)
Gravação
- Gravado em MXM Studios (Estocolmo, Suécia) e Wolf Cousins Studios (Estocolmo, Suécia)

Canção
- Tove Lo — vocais, composição, letras
- Ludvig Söderberg — composição, letras, produtor
- Timothy Nelson — composição, letras, produtor

Créditos da música adaptados do Tidal.
Vídeo de música
| - Direção — Lisette Donkersloot - Produção — Co Imposter - Produtor executivo — Avtar Khalsa - Chefe de produção — Todd Ruhnau - Produtor de linha — Alberto Caruana - Diretor de fotografia de vídeo — Nicholas Wiesnet - Designer de produção — Wesley Goodrich - Artista de efeitos sonoros — Chelsea Delfino - Estilista — Annie & Hannah | - Maquiagem — Nick Lennon - Cabelo — Preston Wada - Diretor criativo — Charlie Twaddle - Coreógrafa — Teresa Toogie Barcelo - Gerente de locação — Alex Dominguez - Pós-produção — B-Movie Itália - Pós-produção de vídeo — Andrea Biscaro - Pós-produção de vídeo — Matteo Stefani - Editor — Mattia Levi | - Cor — Ethos - Colorista — Kaitlyn Battistelli - Produtora de cores — Natasha Sattler - Produtora de cores — Nat Tereshchencko - Efeitos visuais — exchanges VFX - Produção Executiva — Luca Loschi - Produção — Letizia Sala - Supervisor 3DCGI — Marco Negri - Supervisor de efeitos visuais — Mirko De Angelis |

Créditos do vídeo retirados do site YouTube.

## Histórico de lançamento
| Região | Data                  | Formato                    | Versão   | Gravadora            | Ref.          |
| ------ | --------------------- | -------------------------- | -------- | -------------------- | ------------- |
| Várias | 12 de outubro de 2022 | Download digital streaming | Original | Pretty Swede Mtheory | [ 14 ] [ 15 ] |